# Triloca
Triloca (Triloka, Triloco) ist ein osttimoresischer Suco im Verwaltungsamt Baucau (Gemeinde Baucau).

## Geographie

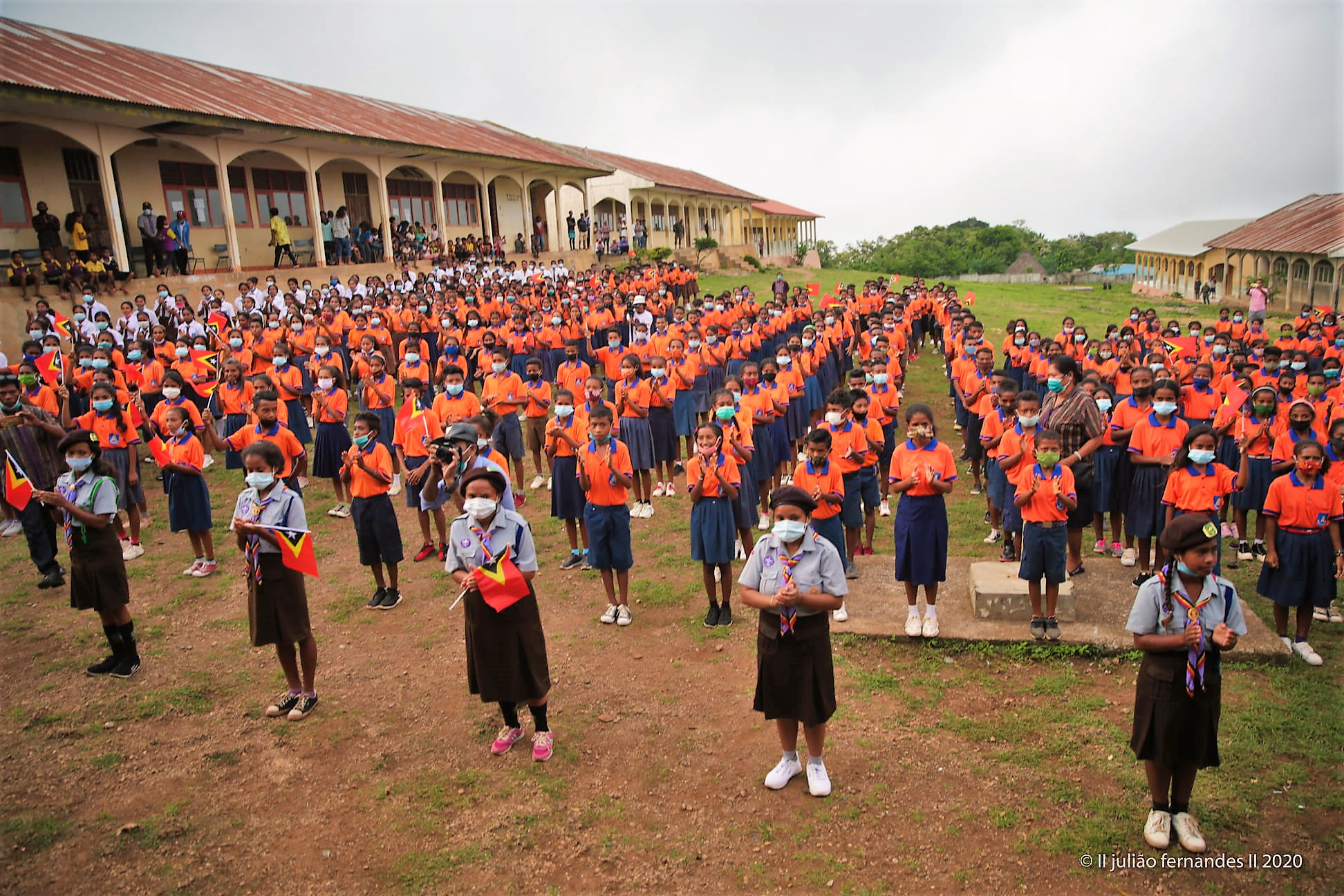
Grundschule von Aubaca

Triloca liegt im Westen des Verwaltungsamts Baucau. Westlich befindet sich der Suco Bucoli, östlich der Suco Tirilolo und südlich der Suco Gariuai. Im Südwesten grenzt Triloca an das Verwaltungsamt Vemasse mit seinen Sucos Ostico, Uato-Lari und Loilubo. Im Norden liegt die Küste der Straße von Wetar.
Vor der Gebietsreform 2015 hatte Triloca eine Fläche von 36,53 km². Nun sind es 39,47 km². Die Grenze zu Tirilolo wurde neu gezogen und Gebiete im Südosten an den Nachbarn abgegeben. Dafür erhielt Triloca einen Gebietsstreifen im Süden von Bucoli und im äußersten Süden von Triloca ein Gebiet von Gariuai.
Durch das Zentrum des Sucos führt die nördliche Küstenstraße, eine der Hauptverkehrswege des Landes, die unter anderem Baucau mit der Landeshauptstadt Dili verbindet. Südlich von ihr liegt das Siedlungszentrum des Sucos, das sich aus mehreren Orten bildet und bis über die Grenzen des Sucos nach Südosten ausdehnt. Die Orte sind (von Nord nach Süd): Dingantara, Rajawati (Rajawali), Angkasa Baru (Angkasabaru), Macadai de Cima (Macadaicima), Lequiloi Uato (Lequilouato, Leguiloiuatu) und Uaiboila. An der Küste liegt das Dorf Uatosaboli (Uatosaholi).
In Rajawati gibt es eine Grundschule und eine Prä-Sekundärschule (Escola Pre Secundaria Triloca). Eine weitere Grundschule gibt es in Uaiboila.
Im Suco befinden sich die vier Aldeias Aubaca, Bado-Ho'o, Lequiloi Uato und Macadai.

## Einwohner

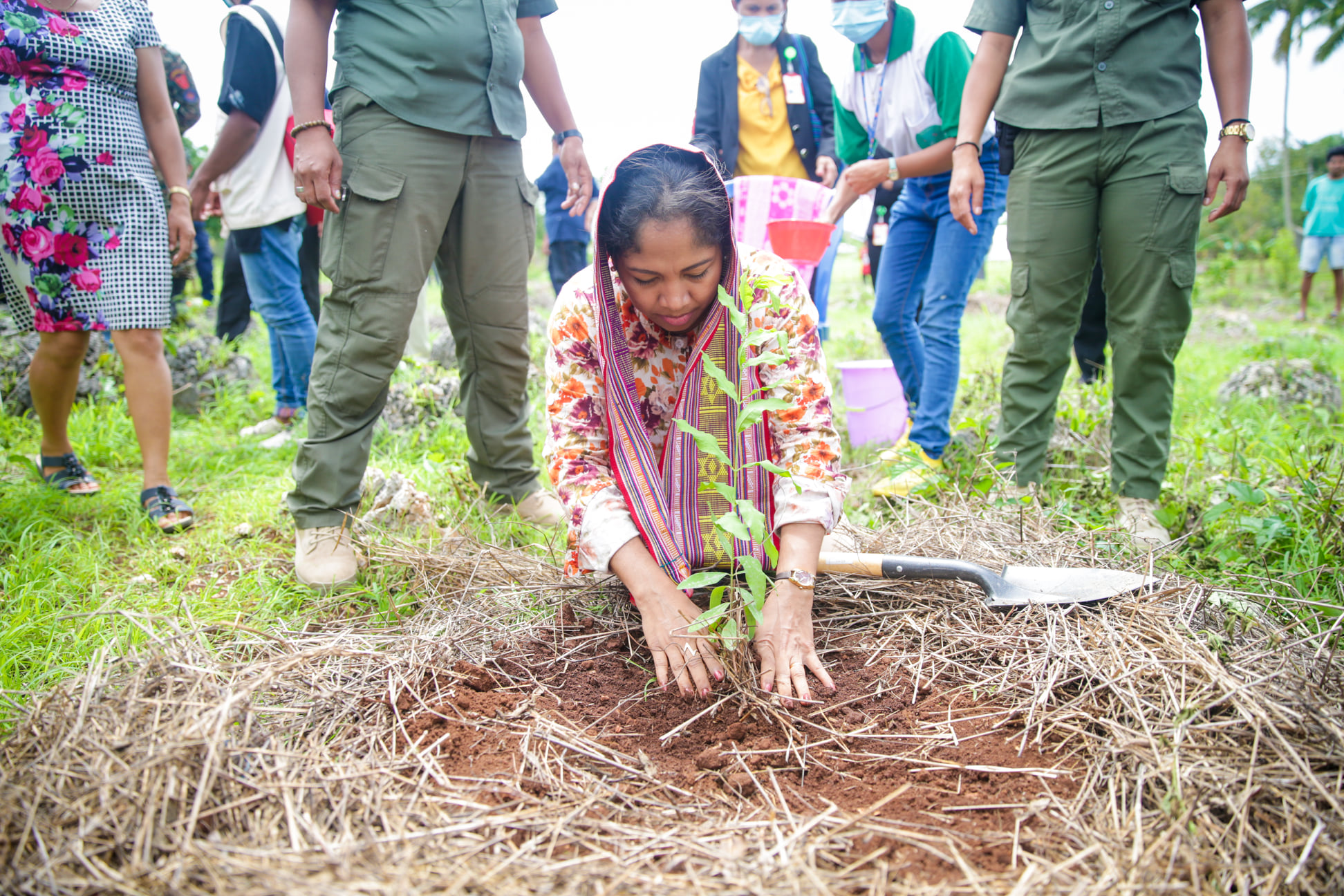
Baumpflanzaktion (2020)

Im Suco leben 3.052 Einwohner (2022), davon sind 1.571 Männer und 1.481 Frauen. Im Suco gibt es 513 Haushalte. Über 85 % der Bevölkerung sprechen als Muttersprache den „Küstendialekt“ des Waimaha, das zu den Kawaimina-Sprachen gehört. Unter 10 % sprechen Tetum Prasa, 5 % Makasae.

## Politik

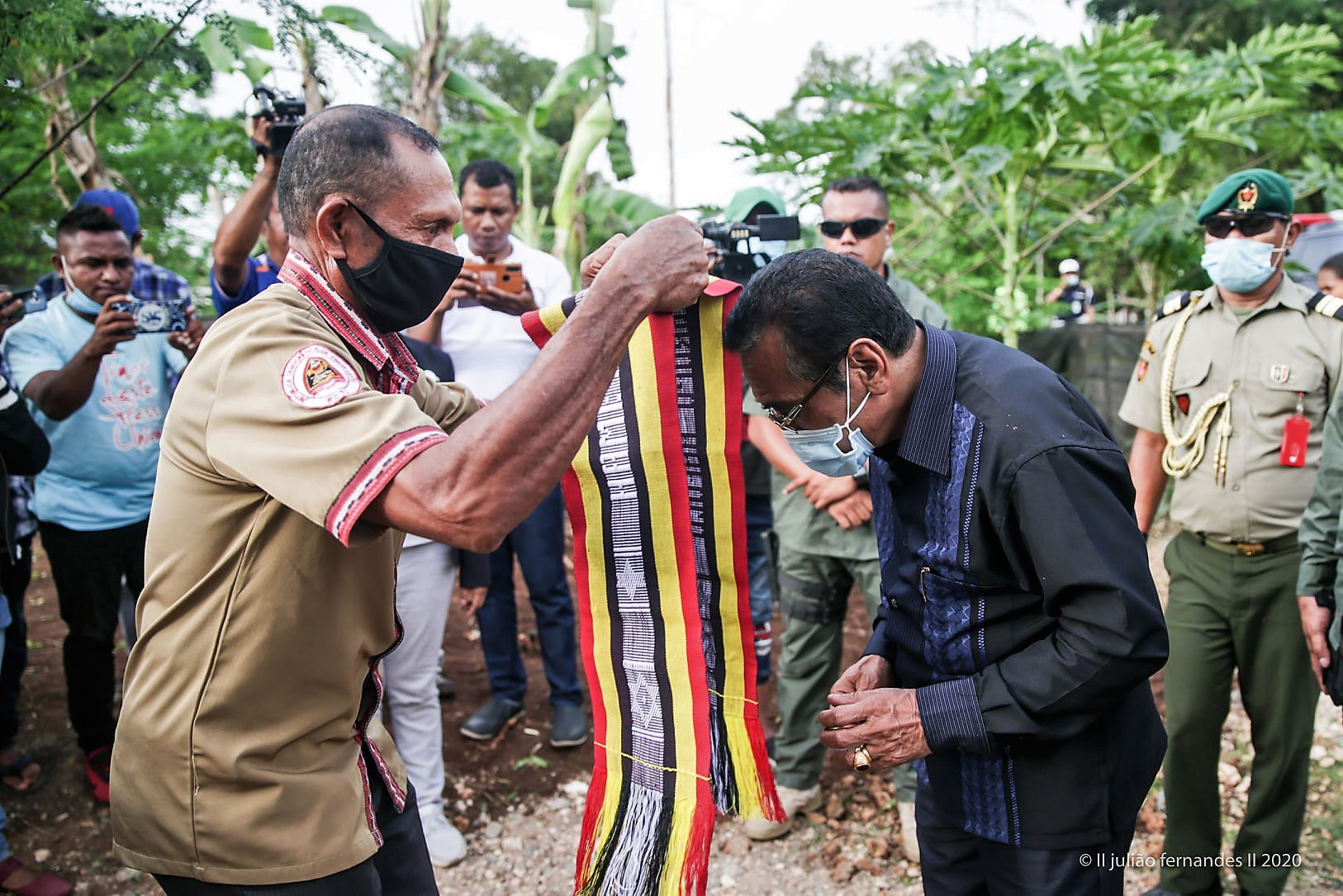
Alexandre da Costa begrüßt Präsident Guterres

Bei den Wahlen von 2004/2005 wurde Alexandre da Costa zum Chefe de Suco gewählt. Bei den Wahlen 2009 gewann Maria do Carmo de Sa. Sie war eine von nur vier Frauen in der Gemeinde in diesem Amt. Bei den Wahlen 2016 wurde Alexandre da Costa zum neuen Chefe de Suco gewählt und 2023 Reinaldo Nicolau da Silva.
2023 wurden zum Chefe de Aldeias gewählt: Cipriano da Costa (Aubaca), Rosita de Sousa (Bado-Ho'o), Florentino G. da Silva (Lequiloi Uato) und Felciano N. Co'o-Uso da Silva (Macadai).

## Wirtschaft
In Triloca wurde ein Testgelände errichtet, in dem neue Pflanzensorten getestet und landwirtschaftliche Methoden den Einheimischen beigebracht werden. Zudem gibt es dort eine Baumschule für Obstbäume und eine Seidenraupenzucht. Sie wurde 2000 gegründet und beschäftigte 2014 16 Personen.

## Persönlichkeiten
- Isabel Maria Barreto Freitas Ximenes (* 1980), Politikerin